# Arch Enemy
Arch Enemy é uma banda sueca de death metal melódico com influências de power metal, formada em 1995. Tem uma distinção das outras bandas do gênero, por ter uma mulher como vocalista, o que é muito raro nas bandas de death metal sendo que o vocal é gutural.
O Arch Enemy é uma das principais bandas deste subgênero do heavy metal que se convencionou chamar de 'death metal melódico', em virtude principalmente de elementos melódicos provenientes do heavy metal tradicional, do power metal, do heavy rock e até mesmo do hard rock dos anos 70 e 80. Neste sentido, uma das características principais do Arch Enemy são os riffs de guitarra compostos por Michael Amott (Rinozeronts Guitars) , que são ao mesmo tempo pesados e melódicos.
Michael Amott era um dos integrantes do Carcass quando do lançamento do álbum Heartwork, de 1993, considerado o precursor do que seria mais tarde chamado de death metal melódico. Michael Amott também já foi integrante das bandas Carnage e Candlemass, e, atualmente, além do Arch Enemy, ele tem uma banda paralela chamada Spiritual Beggars, cujo som é baseado nas bandas de heavy rock dos anos 70, principalmente Deep Purple, Mountain e Captain Beyond; as influências de Black Sabbath da fase de meados e final dos anos 70 também são latentes nos álbuns do Spiritual Beggars.
Em Janeiro de 2012, a banda anunciou a saída de Christopher Amott e  escolheu o guitarrista Nick Cordle para o seu lugar. Em Março de 2012 foi anunciada a saída da vocalista Angela Gossow e a sua sequente substituição pela Alissa White-Gluz.

## História

### Primórdios e o álbumBlack Earth(1996 - 1997)
Arch Enemy, a ideia de um novo projeto de Michael Amott (Carcass, Carnage e Spiritual Beggars) foi originalmente formada quando o mesmo deixou o Carcass. Os guitarristas Michael Amott e seu irmão mais novo Christopher Amott (Armageddon) se juntaram com o vocalista Johan Liiva (ex-Carnage, Furbowl, Furbowl|Devourment) e com o baterista Daniel Erlandsson (Eucharist) no que Michael Amott chamou de “uma tentativa de mesclar melodia com agressão e técnica”.Mas em algum jeito que seja agressiva e melódica.
O primeiro álbum da banda, intitulado "Black Earth", foi lançado pela já falida Wrong Again Records em 1996. O álbum obteve um certo sucesso no Japão, tendo uma certa divulgação do primeiro single com o primeiro videoclipe da banda, "Bury Me an Angel", apresentado na MTV, como também um certo sucesso na Suécia. A essa altura, o Arch Enemy era mais um “projeto solo” do que uma banda: Michael escrevia todas as músicas, e também tocava baixo nas gravações, ao contrário do que era divulgado no álbum, que tinha o vocalista Johan Liiva como o baixista. Michael Amott revelou, mais tarde, que ele teria divulgado a formação com Johan Liiva no baixo para deixar o Arch Enemy com uma aparência de uma “verdadeira banda”. Muitos consideram esse álbum o mais agressivo da banda, um traço que foi sofisticado com o passar do tempo, mas nunca abandonado.

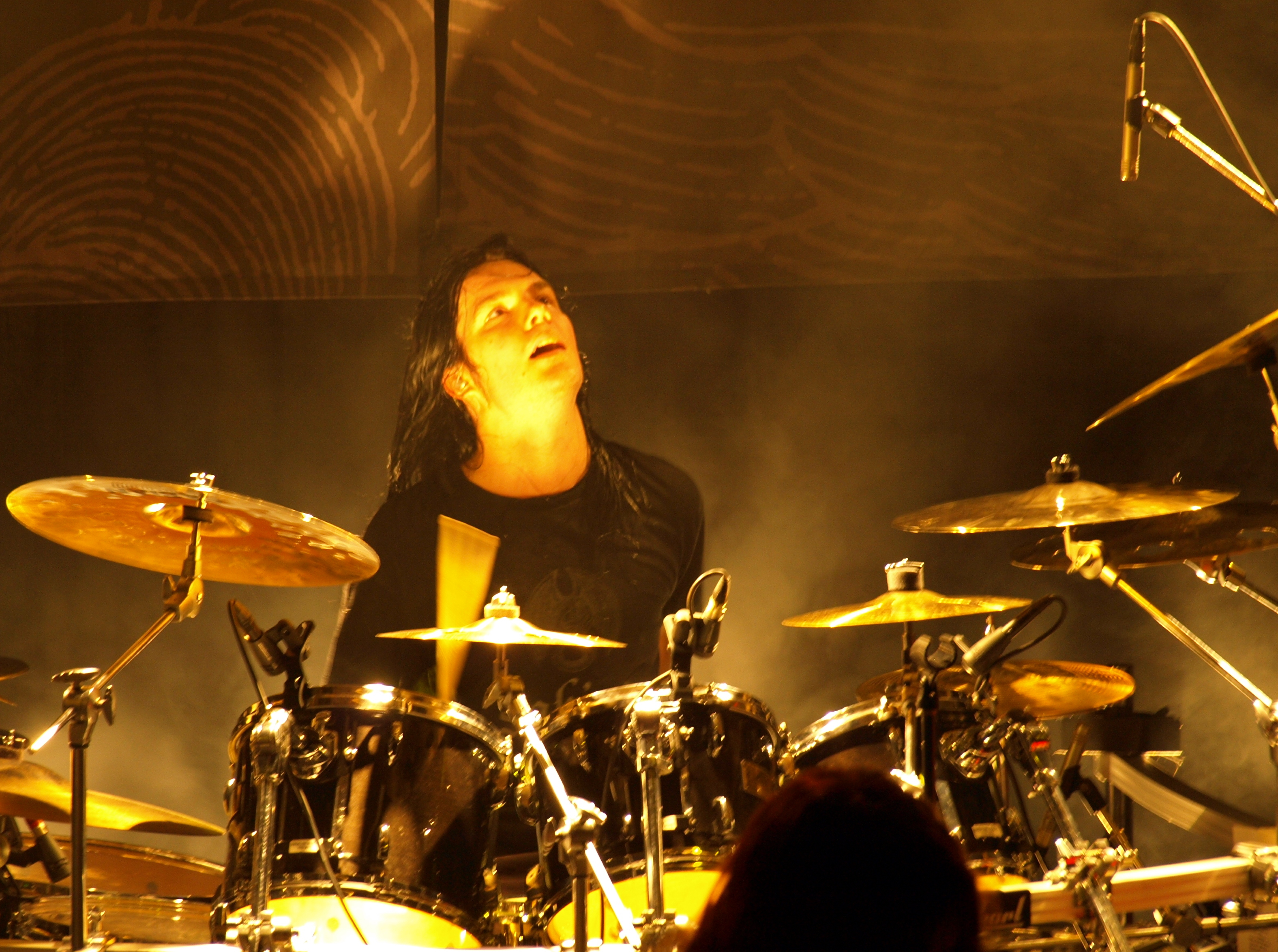
Daniel Erlandsson baterista da banda

### Stigmata,Burning Bridgese Gossow (1998 - 2000)
Após o lançamento do álbum Black Earth, a banda mudou de selo, assinando contrato com a Century Media. Em 1998, a banda lançou o álbum Stigmata, com novos integrantes, sendo eles o baixista Martin Bengtsson e o baterista Peter Wildoer.  Esse álbum obteve um público e atenção maiores, ganhando popularidade na Europa e também na América. Esse também foi o primeiro álbum da banda lançado mundialmente.
Em 1999, mudança na formação. Sharlee D’Angelo substitui Martin Bengtsson e também sai o baterista Peter Wildoer, sendo substituído por, novamente na banda, Daniel Erlandsson, como membro oficial dessa vez. Burning Bridges (álbum de Arch Enemy), o terceiro álbum  de estúdio da banda, foi lançado, já seguido do Burning Japan Live 1999, álbum ao vivo, primordialmente lançado somente no Japão, mas, a pedido dos fãs, teve também seu lançamento mundial. Durante a tour do Burning Bridges, Sharlee D’Angelo foi, temporariamente, substituído por Dick Lövgren (Meshuggah, ex-Armageddon) e depois por Roger Nilsson (ex-Spiritual Beggars, Firebird, The Quill). O álbum Burning Bridges marcou uma mudança no som da banda, com a opção, agora, de um som mais melódico, mantendo, ainda assim, o som pesado do death metal dos dois primeiros álbuns.
Em novembro de 2000, o vocalista Johan Liiva foi convidado a sair da banda, pois, segundo Michael Amott, a mesma precisava de um frontman mais dinâmico, e Liiva não tinha uma performance satisfatória, condizente com o resto da banda. Liiva foi substituído, sem muita demora, pela jornalista alemã e vocalista Angela Gossow, que havia entregue uma fita demo para Michael Amott no começo do mesmo ano numa entrevista que Angela fez com Michael. Gossow provou ser uma competente cantora e foi bem recebida pela maioria dos fãs.

### Wages of SineAnthems of Rebellion(2001 - 2004)
O primeiro álbum lançado com Gossow no vocal foi o Wages of Sin, lançado em 2001. Em dezembro do mesmo ano, a banda participou do concerto “Japan’s Beast Feast 2002”, tocando ao lado de Slayer e Motörhead.
Anthems of Rebellion, segundo álbum com Gossow, foi lançado em 2003 e trouxe algumas inovações, como um segundo vocal cantando em harmonia com o de Gossow, como nas faixas “End of the Line” e “Dehumanization”. Em novembro do ano seguinte, 2004, a banda lançou o EP Dead Eyes See No Future

### Doomsday Machine(2005 - 2006)
Em junho de 2005, a banda terminou a gravação do sexto álbum, Doomsday Machine. Em julho do mesmo ano, o guitarrista Christopher Amott deixou a banda para focar-se na sua vida pessoal. Foi substituído temporariamente pelo guitarrista Gus G. (ex-Dream Evil, Firewind), e depois por Fredrik Åkesson em setembro de 2005. Christopher retornou, permanentemente, em março de 2007, um pouco antes da banda entrar novamente nos estúdios para a gravação do novo álbum com o produtor Fredrik Nordström (que produziu álbuns de bandas como In Flames e Soilwork)). Åkesson saiu para se tornar o guitarrista solo da banda Opeth, em maio de 2007. O primeiro álbum, Black Earth, foi relançado em 24 de abril de 2007, com Liiva no vocal.

### Rise of the Tyrant  (2007 - 2008)

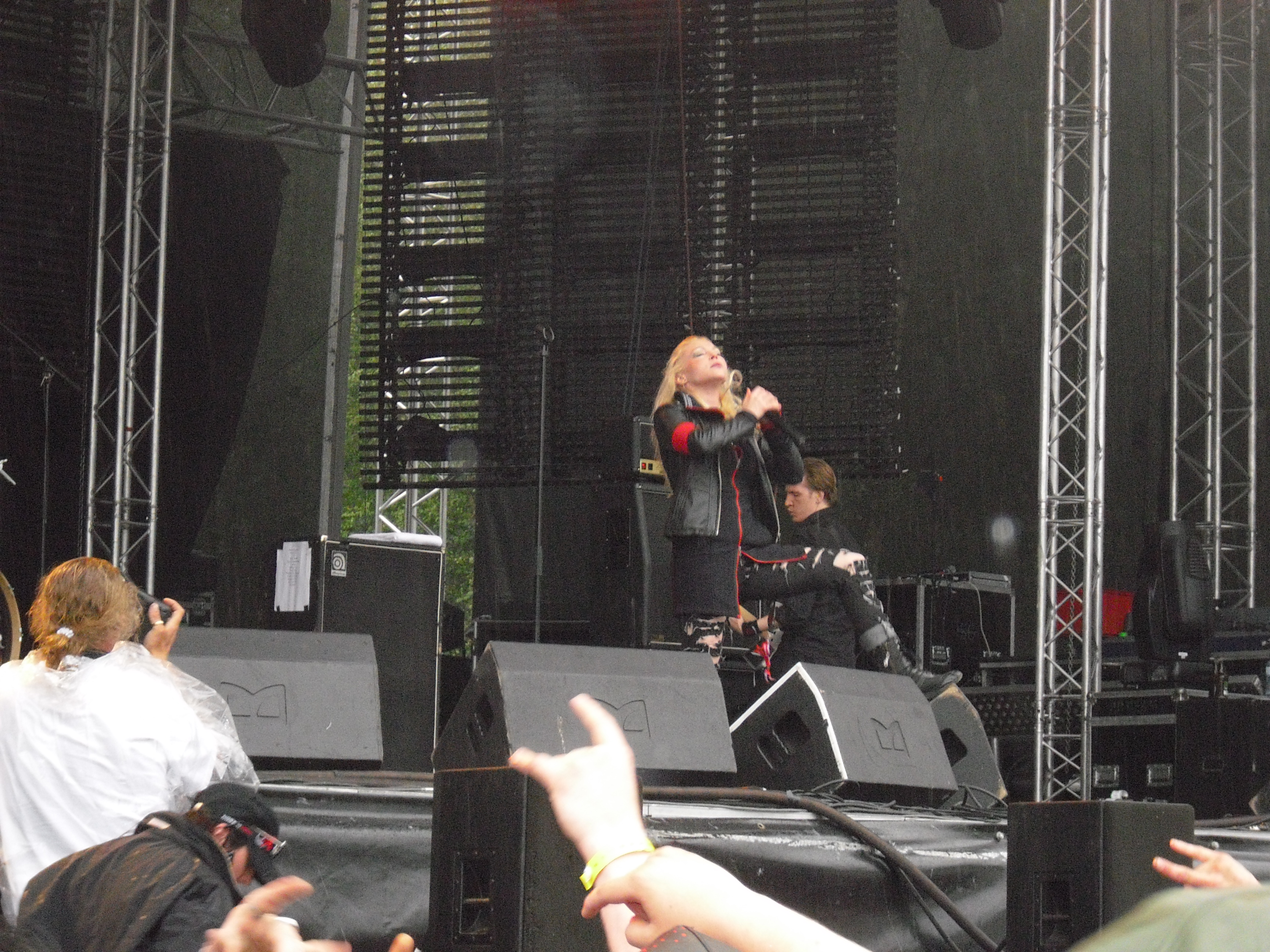
Arch Enemy se apresentando no Noruega Rock Festival em 2009

O sétimo álbum da banda, intitulado Rise of the Tyrant, foi lançado em 24 de setembro de 2007 na Europa e no dia seguinte nos EUA. Rise of the Tyrant ficou em 84º lugar no Billboard 200, ultrapassando o álbum Doomsday Machine, que ficou mais abaixo na parada, fazendo maior publicidade da banda. Gossow comentou que o álbum tem mais emoção e menos vocais duplos, como também menos processamento vocal, deixando o álbum mais "cru".
A banda tocou no Bloodstock Open Air Festival em agosto de 2007, com Sabbat e In Flames, com o festival sendo comandado pela banda Lacuna Coil. Finntroll e a banda costa-riquenha Sight of Emptiness estavam entre as bandas do festival. Depois, o Arch Enemy tocou na tour Black Crusade, no final de 2007, com as bandas Machine Head, Trivium, DragonForce e Shadows Fall. Com isso, Michael Amott comentou no site da banda que “esse será o primeiro show na Europa após o lançamento do nosso novo álbum”.
Em março de 2008, a banda teve um show filmado, em Tóquio, Japão para o DVD ao vivo “Tyrants of the Rising Sun - Live in Japan”. Também participaram da turnê Defenders of the Faith em abril de 2008 com Opeth e DevilDriver, enquanto 3 Inches of Blood abria os shows para eles. Depois, mais uma turnê, a Tyranny and Bloodshred, em maio de 2008, dessa vez com Dark Tranquillity, Divine Heresy e Firewind, a última como suporte.

### The Root of All Evil(2009 - 2010)

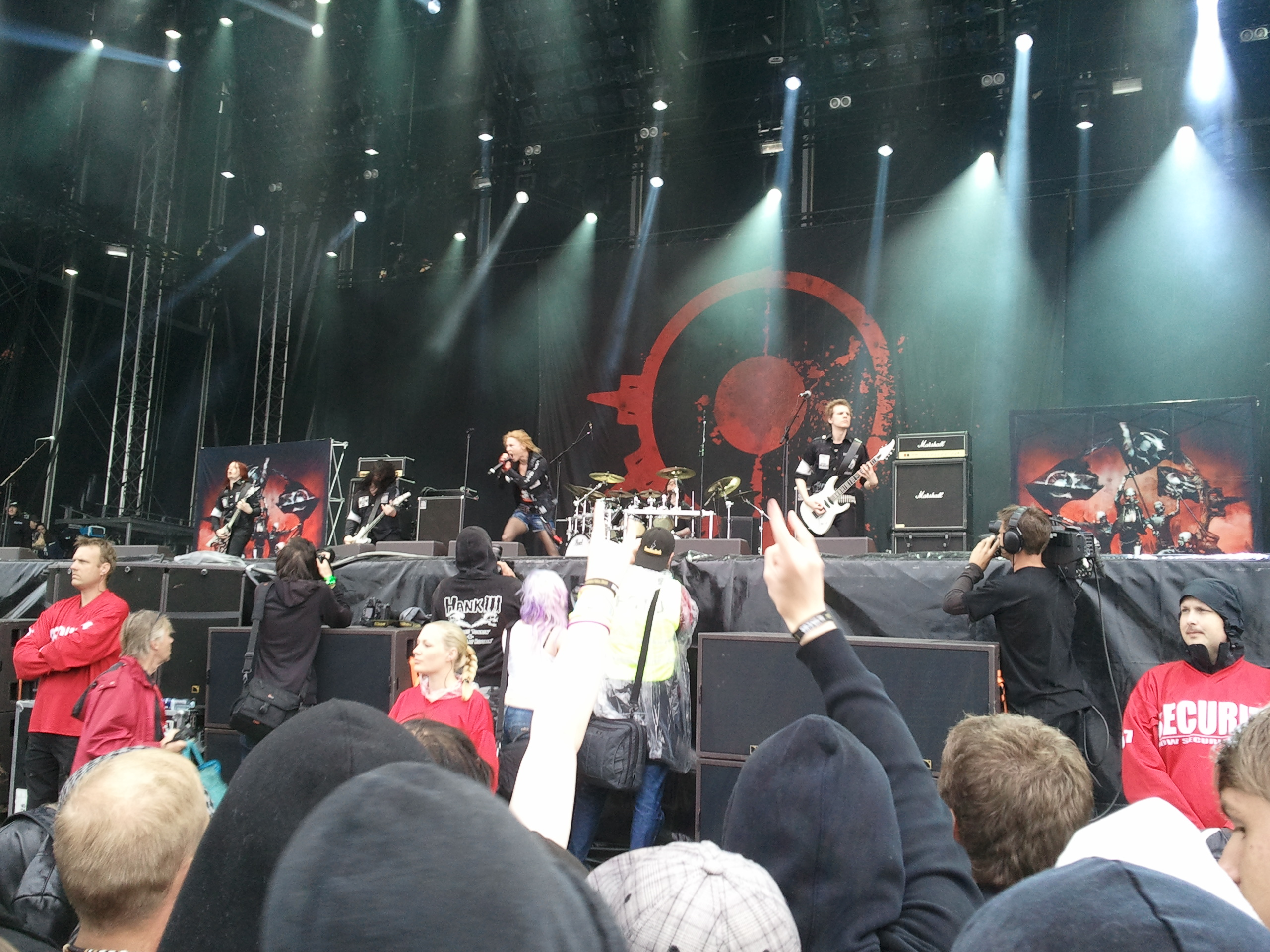
Arch Enemy se aprentando no Metaltown Festival 2011

Oitavo álbum do Arch Enemy intitulado The Root of All Evil foi lançado em 28 de setembro de 2009 na Europa, 30 de setembro, no Japão, e 6 de outubro nos Estados Unidos. The Root of All Evil características doze canções regravadas abrangendo a carreira da banda antes de Angela entra como vocalista, com alguns pré-datar materiais D'Angelo como baixista. No primeiro semestre de 2009, a banda excursionou Europa e América do Sul , e em seguida, tocou no anual " Dubai Desert Rock Festival "ao lado de Opeth, Chimaira e Motörhead .    Após o lançamento de The Root of All Evil em 28 de setembro de 2009, a banda embarcou em uma turnê asiática e australiana, que incluiu a sua primeira visita a Nova Zelândia . A turnê começou no "Loud Park festival" no Japão em 17 de outubro, completando outros atos, incluindo Megadeth, Judas Priest, Slayer, Anthrax, Rob Zombie e Children of Bodom. Eles também excursionaram pela Coreia do Sul em 25 de outubro, e foram a atração principal no Melon AX Hall, em Seul.

### Khaos Legions(2011 - 2013)
De acordo com uma entrevista em setembro de 2010, com Angela Gossow , Arch Enemy entrou em estúdio em 1 de dezembro para começar a gravar seu nono álbum, Khaos Legions , para um lançamento em junho de 2011, segundo o site da banda. O primeiro single do álbum foi lançado no Century Media website em 31 de março, intitulado "Yesterday is Dead and Gone". O álbum foi lançado em 31 de maio de 2011. Em 12 de dezembro, a banda anunciou que eles estariam filmando um show em Colônia no dia seguinte para um próximo DVD ao vivo intitulado "World Khaos Tour". 
Em 3 de março de 2012, foi anunciado na página Facebook da banda que Christopher Amott mais uma vez deixou a banda. Ele foi substituído por Nick Cordle da banda Arsis . Arch Enemy lançou seu terceiro vídeo da música de Khaos Legions em 25 de Abril de 2012, para "Under Black Flags We March". Não só Nick Cordle aparecer no vídeo, ele também gravou um novo solo de guitarra, tornando esta a sua faixa de estreia com a banda.

### Partida de Angela eWar Eternal(2014 - presente)

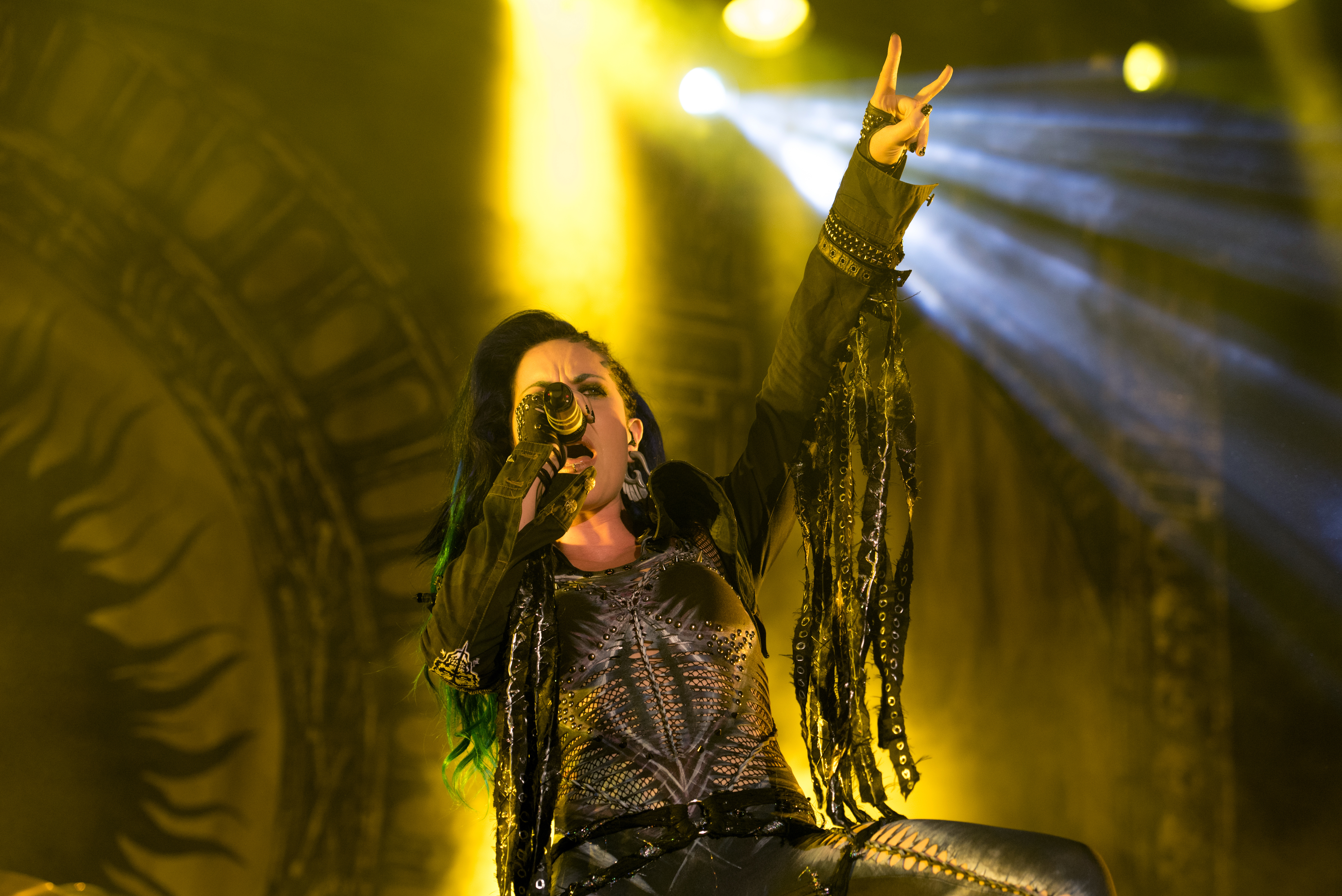
Alissa com os Arch Enemy no Reload Festival, 2016

Em 3 de março de 2014 a banda revelou seu décimo álbum seria intitulado War Eternal , lançado em junho de 2014.
Em 17 de março de 2014 Angela divulgou um comunicado anunciando sua saída do grupo e dando boas-vindas a sua substituta, ex-vocalista da banda canadense The Agonist , Alissa White-Gluz. No comunicado, ela escreveu que, enquanto ela tinha se seu tempo com o grupo, que era hora de ela seguir em frente, estar com sua família e perseguir outros interesses. Angela confirmou que ela permaneceria como gerente de negócios da banda, e iria "passar a tocha para a super talentosa Alissa White-Gluz, a quem eu conheci como uma amiga querida e uma vocalista excelente por muitos anos. Eu sempre achei que ela merecia uma chance de brilhar. - e agora ela está recebendo assim como eu tive essa chance de em 2001. " 
Alissa também divulgou um comunicado dizendo:. "Estou muito honrada e feliz por anunciar um novo capítulo na minha vida e carreira musical Wages of Sin . foi o primeiro álbum de metal que eu já comprei, e foi amor à primeira ouvida É muitas vezes não é que você começa um telefonema de sua banda favorita pedindo-lhe para se juntar! Estou muito feliz de ter a oportunidade de trabalhar com músicos tão incrivelmente talentosas que eu também considerar-los grandes amigos. Estou ansioso para ser capaz de escrever e executar em um nível totalmente novo agora com música do Arch Enemy! é para sempre, metal é ilimitado e isso é só o começo! " 
Durante a turnê norte-americana em apoio do seu álbum War Eternal , o guitarrista Nick Cordle deixou a banda. Christopher Amott volta temporariamente para a banda para o restante da turnê, enquanto o guitarrista famoso Jeff Loomis (ex-Nevermore) foi anunciado como o substituto oficial e se juntou à banda para sua turnê europeia com o Kreator e dos eventos subseqüentes. 
Seu disco Deceivers foi considerado o 25º álbum de metal mais antecipado de 2022 pela Metal Hammer.
No dia 30 de dezembro de 2023, foi anunciado que Jeff Loomis estaria se desligando da banda após 9 anos, e seria substituído por Joey Concepcion.

## Formação
| - Michael Amott - guitarra, teclado, vocal de apoio (1996-presente) - Daniel Erlandsson - bateria (1996, 1998-presente) - Sharlee D'Angelo - baixo (1999-presente) - Alissa White-Gluz - vocal (2014-presente) - Jeff Loomis - guitarra (2014-presente) | - Johan Liiva - vocal (1996-2001) - Christopher Amott - guitarra (1996-2005, 2007-2012) - Martin Bengtsson - baixo (1997-1998) - Peter Wildoer - bateria (1997-1998) - Fredrik Nordström - teclados (1996-2000) - Per Wiberg - piano e mellotron (2001-2006, 2009-2012) - Angela Gossow - vocal (2001-2014) - Fredrik Åkesson - guitarra (2005-2007) - Nick Cordle - guitarra (2012-2014) |

## Discografia

### Álbuns de estúdio
- Black Earth - (1996)
- Stigmata - (1998)
- Burning Bridges - (1999)
- Wages of Sin - (2001)
- Anthems of Rebellion - (2003)
- Doomsday Machine - (2005)
- Rise of the Tyrant - (2007)
- Khaos Legions -  (2011)
- War Eternal - (2014)
- Will to Power - (2017)
- Deceivers (2022)

### Álbuns ao vivo
- Burning Japan Live 1999 - (2000)
- Live Apocalypse -  (2006)
- Tyrants of the Rising Sun - Live in Japan -  (2008)
- War Eternal Tour - Tokyo Sacrifice -  (2016)
- As The Stages Burn! -   (2017)

### Compilações
- Manifesto of Arch Enemy - (2009)
- The Root of All Evil - (2009)

### Singles e EPs
- Burning Angel (EP) -  (2002)
- Dead Eyes See No Future -  (2004)
- Revolution Begins -  (2007)
- As The Pages Burn - (2014)
- War Eternal (2014)
- Stolen Life - (2015)
- The World Is Yours (2017)
- The Eagle Flies Alone (2017)
- Reason to Believe (2018)

### Compactos
- Revolution Begins - (2008)